# Plecoptera ovaliplaga
Plecoptera ovaliplaga là một loài bướm đêm trong họ Erebidae.